# Eustomias magnificus
Eustomias magnificus es una especie de pez de la familia Stomiidae en el orden de los Stomiiformes.

## Morfología
• Las hembras pueden llegar alcanzar los 19,8 cm de longitud total.

## Hábitat
Es un pez de mar y de aguas profundas que vive hasta 775 m de profundidad.

## Distribución geográfica
Se encuentra cerca de Hawái.